# Baja–Baja-Dunapart-vasútvonal
A MÁV Baja–Baja-Dunapart-vasútvonala egy egyvágányú, nem villamosított, nagyvasúti szárnyvonal Bács-Kiskun vármegyében.

## Jellemzői
A rövid, 1924-ben átadott iparvágány-szerű vonal a Türr István hídnál ágazik ki a (154.) Bátaszék–Baja–Kiskunhalas-vasútvonalból. A hídhoz képest mintegy 90 fokkal dél felé kanyarodik, áthalad az 55-ös úton, és a Duna partján, a IV. Károly rakparton egy kisebb teherpályaudvarban, Baja-Dunapart vasútállomás névvel véget is ér.
A vonalon kizárólag teherszállítás zajlik, személyforgalma nincs.